# Zonde

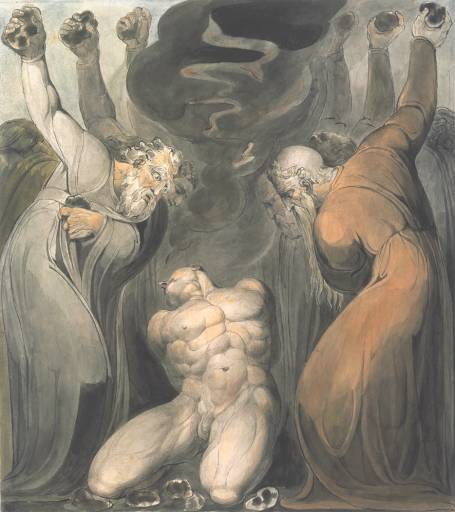
De godslasteraar, William Blake, ca. 1800

Zonde is in religieuze zin het overtreden van een wet binnen het goddelijk recht. Welke handeling een zonde is, verschilt per geloofssysteem.
In dagelijks spraakgebruik betekent zonde een handeling die in het algemeen als fout wordt beschouwd in de zin van immoreel, zelfzuchtig, schadelijk of schandelijk, zonder verband met een theologische uitspraak. Het kan ook trivialiserend worden gebruikt, zoals het overtreden van een dieetvoorschrift ('zonde tegen de lijn') of van de verkeersregels ('parkeerzonde'). Ook wordt er wel gezegd "Dat is zonde" als synoniem voor "Dat is jammer".

## Religieus gebruik
In de abrahamitische religies (jodendom, christendom en islam) impliceert de term een verwijdering van en belediging van God. In het hindoeïsme en andere vedische religies zijn zonden handelingen die het karma negatief beïnvloeden.

### Jodendom
De Hebreeuwse Bijbel bevat geen duidelijke uitspraak over het zondige karakter van de mens, hoewel hij uitspraken bevat die erop wijzen dat de mens een aangeboren neiging tot zondigen heeft (Psalm 51:7; Genesis 6:5; 8:21). Pas in het apocriefe Sirach 25:29 (ca. 180 v.Chr.) wordt de "oerzonde" uit Genesis 3 (in het christendom: de zondeval) als het begin van het zondigen genoemd en gezien als oorzaak waardoor allen sterven. Daarnaast zijn er uitspraken dat alle mensen zondig zijn (Job 4:17-19; 14:4; 15:14; 25:4; 1 Koningen 8:46; Jesaja 9:7; 64:5; Jeremia 5:1-5; 25:4f; Prediker 7:20; Sirach 8:5; Spreuken 20:9; Psalm 14:3; 53:4; 130:3; 143:2), maar zijn daarop ook enkele uitzonderingen (Genesis 5:24; 6:9; Job 1:1; 2:3; 3:10; Jesaja 52:13-53:12). Hierop zijn de positieve uitspraken gebaseerd dat de mens in staat is de wet van Mozes te vervullen (Deuteronomium 30:11,14; Job 1:1,22; Psalm 1:1) en de loerende zonde meester te blijven (Genesis 4:7; Sirach 15:14-17).
Philo van Alexandrië verklaarde zondigen als de mensen aangeboren. De rabbijnen ontwikkelden later de leer dat de mens met zowel een goede als een slechte aard geschapen werd, waarmee zij het conflict tussen goed en kwaad op God zelf terugvoerden, zonder echter de mensen hun verantwoordelijkheid voor eigen handelen te ontnemen. De slechte aard is de individuele neiging tot zondigen.
Vanaf het rabbijns jodendom is een zonde een fout in het nakomen van de rabbijnse wetten (halacha). Joden kunnen boeten voor zonden. De liturgie van de ontzagwekkende dagen (Rosj Hasjana en Jom Kipoer) en de Aseret Jemei Tesjoeva ertussen, verklaren door het gebed, het boete doen en tsedaka, het verplichte geven voor goede doelen (en in deze verschillend van de vrijwillige liefdadigheid), zonden te kunnen herstellen. Boete doen wordt alleen zinvol geacht, indien vergezeld van een oprecht besluit op te houden met onaanvaardbare acties en zelfs dan alleen als acties om verontschuldigingen aan derden aan te bieden eerlijk worden ondernomen.

### Christendom

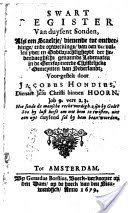
Swart Register van duysent sonden door Jacobus Hondius (1679)

Zonde is een centraal begrip in het christendom dat wordt gedefinieerd als het overtreden van Gods geboden en verboden, zoals vermeld in de Bijbel. Het Nieuwe Testament staat voor een belangrijk deel in het teken van vergeving van zonden, aangezien alle mensen zondig zijn, d.w.z.: zonden begaan, als gevolg van de zondeval.
Binnen de verschillende christelijke stromingen verschilt de interpretatie van welke daden zondig zijn en hoe zonden kunnen worden vergeven; zo kent men alleen binnen het katholicisme bijvoorbeeld de biecht. Bij alle stromingen staat echter centraal dat vergeving alleen mogelijk is door geloof in Jezus Christus, het "lam van God, dat de zonde van de wereld wegneemt" (Johannes 1:29).
Het komt voor dat zonden naar gradaties worden ingedeeld. Zo noemt 1 Johannes 5:16-17 een bijzondere categorie, de zogeheten doodzonde: "zonde die tot de dood leidt". Welke zonde hij daarmee precies bedoelde, schreef hij niet, maar blijkbaar gaat het hierbij om die zonde waarbij men God definitief de rug toekeert. Men verliest dan het 'genadeleven' en is dus als het ware geestelijk dood.
Een andere categorie vormen de zeven hoofdzonden: hoogmoed, hebzucht, lust, jaloezie, onmatigheid, wraak en luiheid; dit zijn echter in theologische zin geen zonden, maar karaktereigenschappen waaruit zonde kan voortvloeien.

### Islam
Binnen de islam zijn sommige zonden ernstiger dan andere zonden. Hoe ernstiger de zonde, hoe groter de kans is om op de Dag des oordeels naar de hel te worden gestuurd. Doordat moslims het aardse leven als een voorspel zien op het leven na de dood, is het onderscheid tussen minder ernstige en ernstige zonden zeer belangrijk.
Een mogelijke indeling is:
- de ergste zonde: het dienen van andere goden of andere zaken (shirk) en het ongeloof in God (kufr), waarvoor geen vergeving zou bestaan. Indien God het vergeeft, zal het verblijf in de hel voor lange tijd zijn.
- de daarop volgende zonden zijn gericht tegen het leven, zoals moord en overspel. Mogelijkerwijs kan men na een bestraffing in het paradijs komen.
- hierna volgt het respectloos gedrag jegens de ouders (vader en moeder) en het optreden als valse getuige als de grootste zonde.
- de vierde categorie zonden heeft betrekking op het onrechtmatig toe-eigenen van andermans eigendommen. Mogelijkerwijs kan men na een bestraffing in het paradijs komen.
- de laatste categorie zijn alle overige zonden, zoals roddelen, vloeken, schelden en liegen. De toegang tot het paradijs zou door deze zonden niet worden ontzegd. Zo is het bewust liegen om een (mensen)leven te kunnen redden wel geoorloofd.

In de Koran staan verschillende ayaat waarin de vergevingsgezindheid van God wordt aangetoond tegenover hen die berouw hebben van zonden, zoals soera De Koe 160 en soera De Vrouwen 110. Echter, de grootste zonde is het dienen van andere goden (shirk), waarvoor geen vergeving zou bestaan. Deze zonde en zonden zonder berouw kunnen door God zwaar bestraft worden, zoals het volk van Nuh in soera Noach verdronken werd om hun zonden. Soera Al-Hidjr belooft de hel voor de zondaars, waarbij op zeven verschillende niveaus kwellingen van uiteenlopende aard op de inwoners worden toegepast, naargelang de ernst van hun zonden. Het op een na laagste niveau zou voor de heidense ongelovigen zijn, het laagste niveau voor de huichelaars die hebben voorgewend met Mohammed te hebben samengewerkt. De moslims in het hoogste niveau zouden wellicht door de genade van God kunnen worden verlost.
Volgens islamitische theologen zou Mohammed Goddelijke bescherming hebben gekregen tegen zonden. Een traditie levert over dat twee mannen Mohammed in zijn jeugd bezochten, zijn borst opensneden, en de neiging tot menselijke zonden uit zijn hart wasten. Desondanks was hij mens, waarbij hij mogelijkerwijs kleine fouten heeft gemaakt. De algemene consensus is dat hij geheel vrij was van zonde.